# John Daley
John Lawrence Daley (Newton, 26 agosto 1909 – 7 febbraio 1963) è stato un pugile statunitense.

## Palmarès

### Olimpiadi
- Argento a Amsterdam 1928 nei pesi gallo.